# 마지막 겨울 (1978년 영화)
"마지막 겨울"은 1978년에 개봉한 대한민국의 영화이다.

## 캐스팅
- 이영하
- 유지인
- 김동현
- 윤유선
- 최성관
- 문미봉
- 양일민
- 임성포
- 이미영
- 박예숙